# La mosquitera
La mosquitera es una película española estrenada el 5 de noviembre de 2010 y dirigida y escrita por Agustí Vila. Recibió numerosos premios en festivales internacionales, entre ellos el Crystal Globe a la mejor película en el Festival de Karlovy Vary, de clase A, y la Espiga de Plata y Premio a Mejor Actriz para Emma Suárez, en la Seminci de Valladolid. La cinta está protagonizada por Emma Suárez, Geraldine Chaplin, Martina García y Eduard Fernández. 
Además, Emma Suárez recibió una nominación a los Premios Goya como actriz protagonista por este trabajo y el Premio José María Forqué ex-equo con Nora Navas (Pa Negre). Eduard Fernández ganó el Premi Gaudí a Mejor Actor.

## Trama
El filme trata sobre una familia que hace lo posible por ocultar trágicos acontecimientos del pasado. Para ello adquieren una actitud defensiva y pasiva. Es cuando se levanta la mosquitera cuando aparecen los malentendidos.